# イブニングサテライト
『イブニングサテライト』は、2002年9月30日から2004年3月26日までテレビ大阪で放送されていたローカルニュース番組である。テレビ和歌山にもネットされていた。
番組の最後には、当日のニュースからとっておきの場面を紹介するパートがあった。

## 放送時間
いずれも日本標準時。
- 月曜 - 金曜 17:39 - 18:00 （2002年9月30日 - 2003年3月28日）
- 月曜 - 金曜 17:25 - 17:50 （2003年3月31日 - 2004年3月26日） - 『TXNニュースアイ』の放送枠縮小に伴い、放送時間を変更。

## キャスター
- 酒井健治
- 毛利聡子[1] - 2003年3月まで出演。
- 原田知恵[2] - 2003年4月から出演。